# Tenedos inca
Tenedos inca là một loài nhện trong họ Zodariidae.
Loài này thuộc chi Tenedos. Tenedos inca được Rudy Jocqué & Léon Baert miêu tả năm 2002.